# Antoine Drouot
Comte Antoine Drouot (1774. január 11. – 1847. március 24.) Napóleon seregének egyik tábornokaként szolgált.
Nancy-ban született, egy pék fiaként, a forradalomnak köszönhette ő is a gyors előrelépését a katonai ranglétrán. Hasonlóan a későbbi császárhoz, ő is tüzérként vett részt a forradalmi háborúkban.
Később a koalíciós háborúk idején a nagy csatákban szerzett hírnevet, küzdött Wagramnál, Moszkvánál, Lützennél, Hanaunál és Waterloonál. 1805-ben léptették elő vezérőrnaggyá, 1813-ban Napóleon szárnysegédje lett. A császár a Grande Armée bölcsének nevezte őt. Követte urát az elbai száműzetésbe és hűségesen szolgálta a "száz nap" alatt. Waterloonál Drouot azt a parancsot kapta, hogy tehermentesítsen egy hadtestet, de nem ért el eredményt.
A Bourbon restauráció idején hadbíróság elé állították, de felmentették. Ettől kezdve visszavonult a katonai szolgálattól és elutasított minden hivatalt és állást, amelyet felajánlottak neki. 1824-ben elfogadta a nyugdíjat, amelyet szolgálataiért felajánlottak neki. 1831. november 19-én egy harminchat tagú szakértői bizottság tagja lett, amely a felsőház számára törvényjavaslatot készített elő az örökletes főnemesség eltörlésére. 1833-ban, Lajos Fülöp kínált neki fiai mellé kormányzói állást, ezt Drouot kötelesnek érezte megtagadni.
Elkezdte írni emlékiratait, de a betegségei, a vakság miatt megszakította munkáját. 
Nancy-ban hunyt el, 1847. március 24-én, Preville temetőben (Nancy) helyezték örök nyugalomra.
Napoleon mondta róla: "Két tisztnek nincs párja a világon: Muratnak a lovasságnál, Drouot-nak a tüzérségnél."

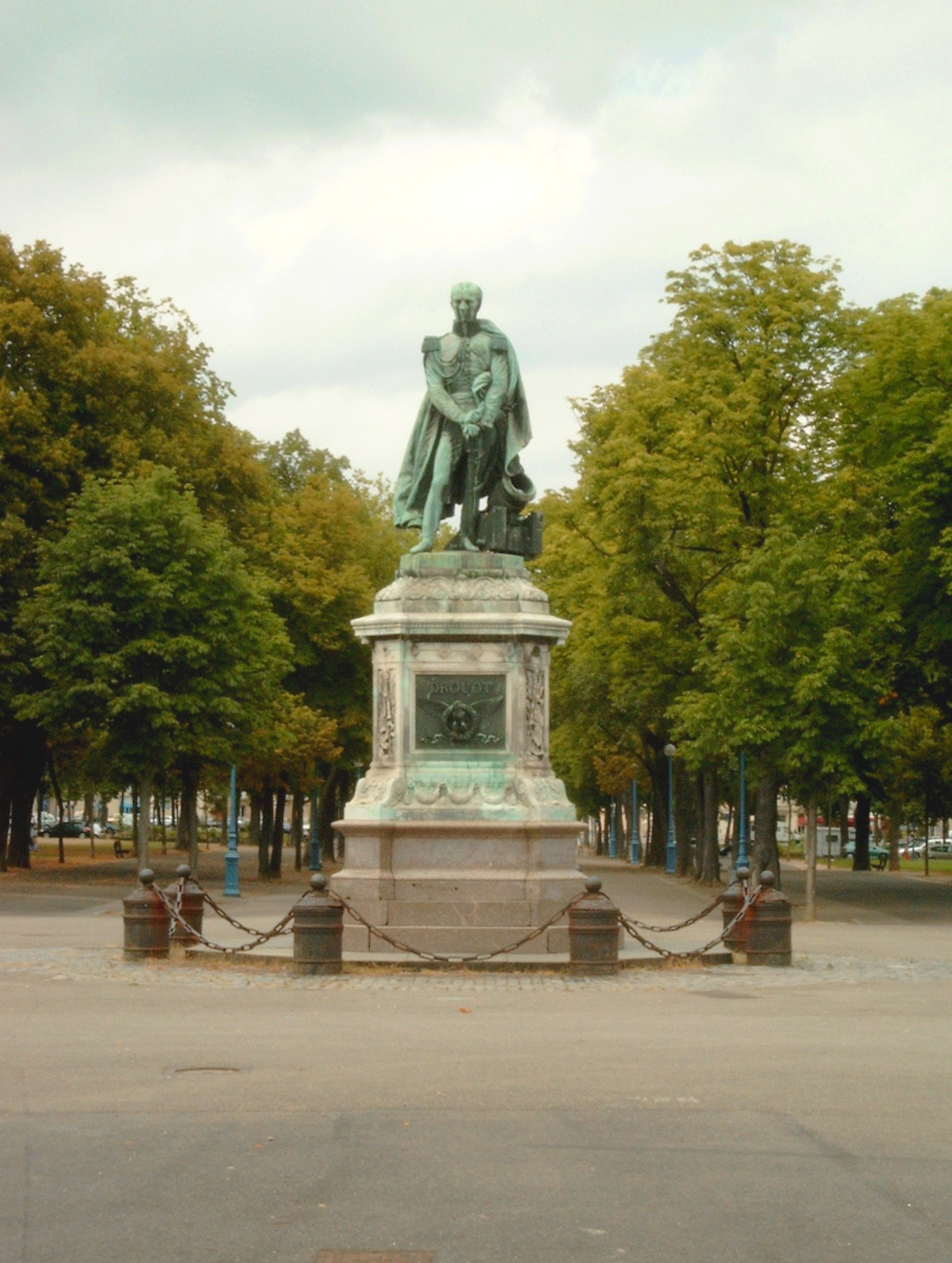
A tábornok szobra szülővárosában

## Fordítás
- Ez a szócikk részben vagy egészben  az   Antoine Drouot című angol Wikipédia-szócikk fordításán alapul.  Az eredeti cikk szerkesztőit annak laptörténete sorolja fel. Ez a jelzés csupán a megfogalmazás eredetét és a szerzői jogokat jelzi, nem szolgál a cikkben szereplő információk forrásmegjelöléseként.